# Монастырь Иоанна Шанхайского (Мэнтон)
Монастырь святого Иоанна Шанхайского (англ. Monastery of St. John of Shanghai and San Francisco) — мужской монастырь епархии Запада Православной церкви в Америке, расположенный в Мэнтоне, штат Калифорния.

## История

#### Свято-Евгеньевская пустынь
Первоначально монастырь располагался в прибрежном калифорнийском городе Пойнт-Рейес в округе Марин, примерно в тридцати пяти милях к северо-западу от Сан-Франциско. На этом месте с начала 1950-х годов существовала Свято-Евгеньевская пустынь с единственным насельником - архимандритом Дмитрием (Егоровым), прожившим там около 20 лет. Его силами в пустыни были сооружены келья с часовней и гостевой дом, а в 1983 году - небольшая церковь.

#### Монастырь Святого Креста
2 января 1984 года в нём поселились монахини из Свято-Успенского монастыря в Калистоге во главе с игуменьей Варварой (Джонсон), основав женский монастырь Святого Креста. В октябре 1996 года монахини были переведены в скит Казанской иконы Божией Матери в Санта-Розе, штат Калифорния.

### Основание монастыря
В это же время, в октябре 1996 года, на его месте был основан мужской монастырь святого Иоанна Шанхайского. Его основателем стал иеромонах Иона (Паффхаузен), а первый насельник прибыл из Аризоны.
В 2006 году монастырь был перенесён севернее, в Мэнтон, из-за разрастания братии.

## Современное состояние
При монастыре действует издательство Divine Ascent Press, переводится на английский язык и издаётся литургическая литература. Братия также занимается пчеловодством и изготовлением восковых свечей. В настоящее время в нём живут восемь насельников, используется юлианский календарь и английский язык богослужения.